# Federico Bikoro
Federico Bikoro Akieme (Douala, 17 marzo 1996) è un calciatore camerunese naturalizzato equatoguineano, centrocampista del Raja Casablanca e della nazionale equatoguineana.

## Biografia
Bikoro è nato a Douala, in Camerun, da padre equatoguineano e madre camerunese. A 15 anni, ha perso entrambi i genitori in un incidente automobilistico; per aiutare quindi economicamente la famiglia ha abbandonato gli studi e ha lavorato come manovale e falegname, prima di diventare un calciatore professionista.

## Carriera

### Club
Bikoro ha cominciato la carriera con la maglia dell'Akonangui, mentre dal 2015 è stato in forza al Sony Elá Nguema.
A settembre 2016 ha superato un provino con il Recreativo Huelva e ha accettato un contratto biennale con il club. A causa di alcuni problemi burocratici, però, il trasferimento non si è concretizzato, pertanto Bikoro è passato all'Alcalá, in Tercera División.
Il 18 agosto 2017 è passato allo S.S. Reyes. Ha esordito in Segunda División B in data 27 agosto, sostituendo Rubén Sánchez nella vittoria per 0-1 contro il Deportivo B. Il 7 gennaio 2018 ha realizzato la prima rete, nel successo per 0-3 sul campo del Ponferradina.
Il 31 gennaio 2018 si è trasferito al Lorca, in Segunda División. Ha debuttato l'11 marzo, venendo espulso per doppia ammonizione nella sconfitta per 3-1 maturata in casa del Real Saragozza.
Il 24 luglio 2018 si è accordato con il Teruel. Ha giocato la prima partita con questa maglia il 26 agosto, nella sconfitta per 3-0 contro il Levante B. Il 24 febbraio 2019 ha siglato invece la prima rete, nel 4-1 sull'Alcoyano.
L'11 luglio 2019 ha firmato un contratto quadriennale con il Real Saragozza. Il successivo 17 dicembre ha giocato l'unica partita con questa maglia, nella vittoria per 0-1 sul Socuéllamos in Coppa del Re.
Il 16 gennaio 2020 è stato ceduto al Badajoz con la formula del prestito. In seguito, ha vestito le maglie di Numancia, Badalona e Hércules con la medesima formula.
Il 5 agosto 2022, i norvegesi del Sandefjord hanno reso noto l'ingaggio di Bikoro, col giocatore che ha firmato un contratto valido fino al 31 dicembre 2024: ha scelto di vestire la maglia numero 22. Il 23 agosto 2023 ha rescisso l'accordo che lo legava al club.
Il 13 settembre 2023 è passato ai tunisini del Club Africain, a cui si è legato con un contratto biennale.

### Nazionale
Nel 2013 ha esordito in nazionale.
Nel 2021 e nel 2023 ha partecipato alla Coppa d'Africa.

## Statistiche

### Presenze e reti nei club
Statistiche aggiornate al 16 settembre 2023.
| Stagione               | Squadra                | Campionato             | Campionato | Campionato | Coppe nazionali | Coppe nazionali | Coppe nazionali | Coppe continentali | Coppe continentali | Coppe continentali | Altre coppe | Altre coppe | Altre coppe | Totale | Totale |
| Stagione               | Squadra                | Comp                   | Pres       | Reti       | Comp            | Pres            | Reti            | Comp               | Pres               | Reti               | Comp        | Pres        | Reti        | Pres   | Reti   |
| ---------------------- | ---------------------- | ---------------------- | ---------- | ---------- | --------------- | --------------- | --------------- | ------------------ | ------------------ | ------------------ | ----------- | ----------- | ----------- | ------ | ------ |
| 2013                   | Akonangui              | LNF                    | ?          | ?          | -               | -               | -               | -                  | -                  | -                  | -           | -           | -           | ?      | ?      |
| 2014                   | Akonangui              | LNF                    | ?          | ?          | -               | -               | -               | -                  | -                  | -                  | -           | -           | -           | ?      | ?      |
| Totale Akonangui       | Totale Akonangui       | Totale Akonangui       | ?          | ?          |                 | -               | -               |                    | -                  | -                  |             | -           | -           | ?      | ?      |
| 2015                   | Sony Elá Nguema        | LNF                    | ?          | ?          | -               | -               | -               | -                  | -                  | -                  | -           | -           | -           | ?      | ?      |
| 2015-2016              | Sony Elá Nguema        | LNF                    | ?          | ?          | -               | -               | -               | -                  | -                  | -                  | -           | -           | -           | ?      | ?      |
| Totale Sony Elá Nguema | Totale Sony Elá Nguema | Totale Sony Elá Nguema | ?          | ?          |                 | -               | -               |                    | -                  | -                  |             | -           | -           | ?      | ?      |
| mar.-giu. 2017         | Alcalá                 | TD                     | 9          | 0          | -               | -               | -               | -                  | -                  | -                  | -           | -           | -           | 9      | 0      |
| 2017-feb. 2018         | S.S. Reyes             | SDB                    | 14         | 1          | CFE             | 2               | 0               | -                  | -                  | -                  | -           | -           | -           | 16     | 1      |
| feb.-giu. 2018         | Lorca                  | SD                     | 2          | 0          | CR              | -               | -               | -                  | -                  | -                  | -           | -           | -           | 2      | 0      |
| 2018-2019              | Teruel                 | SDB                    | 30         | 1          | CR              | 0               | 0               | -                  | -                  | -                  | -           | -           | -           | 30     | 1      |
| 2019-gen. 2020         | Real Saragozza         | SD                     | 0          | 0          | CR              | 1               | 0               | -                  | -                  | -                  | -           | -           | -           | 1      | 0      |
| gen.-giu. 2020         | Badajoz                | SDB                    | 3          | 0          | CR              | 2               | 0               | -                  | -                  | -                  | -           | -           | -           | 5      | 0      |
| 2020-gen. 2021         | Numancia               | SDB                    | 4          | 0          | CR              | 1               | 0               | -                  | -                  | -                  | -           | -           | -           | 5      | 0      |
| gen.-giu. 2021         | Badalona               | SDB                    | 13         | 0          | -               | -               | -               | -                  | -                  | -                  | -           | -           | -           | 13     | 0      |
| 2021-2022              | Hércules               | SDR                    | 22         | 3          | CFE             | 0               | 0               | -                  | -                  | -                  | -           | -           | -           | 22     | 3      |
| ago.-dic. 2022         | Sandefjord             | ES                     | 9+2        | 0          | CN              | -               | -               | -                  | -                  | -                  | -           | -           | -           | 11     | 0      |
| gen.-ago. 2023         | Sandefjord             | ES                     | 12         | 1          | CN              | 1               | 0               | -                  | -                  | -                  | -           | -           | -           | 13     | 1      |
| Totale Sandefjord      | Totale Sandefjord      | Totale Sandefjord      | 21+2       | 1+0        |                 | 1               | 0               |                    | -                  | -                  |             | -           | -           | 24     | 1      |
| set. 2023-2024         | Club Africain          | L1                     | 0          | 0          | CT              | 0               | 0               | -                  | -                  | -                  | -           | -           | -           | 0      | 0      |
| Totale carriera        | Totale carriera        | Totale carriera        | 118+2      | 6+0        |                 | 7               | 0               |                    | -                  | -                  |             | -           | -           | 127    | 6      |

### Cronologia presenze e reti in nazionale
| Cronologia completa delle presenze e delle reti in nazionale ― Guinea Equatoriale | Cronologia completa delle presenze e delle reti in nazionale ― Guinea Equatoriale | Cronologia completa delle presenze e delle reti in nazionale ― Guinea Equatoriale | Cronologia completa delle presenze e delle reti in nazionale ― Guinea Equatoriale | Cronologia completa delle presenze e delle reti in nazionale ― Guinea Equatoriale | Cronologia completa delle presenze e delle reti in nazionale ― Guinea Equatoriale | Cronologia completa delle presenze e delle reti in nazionale ― Guinea Equatoriale | Cronologia completa delle presenze e delle reti in nazionale ― Guinea Equatoriale |
| Data                                                                              | Città                                                                             | In casa                                                                           | Risultato                                                                         | Ospiti                                                                            | Competizione                                                                      | Reti                                                                              | Note                                                                              |
| --------------------------------------------------------------------------------- | --------------------------------------------------------------------------------- | --------------------------------------------------------------------------------- | --------------------------------------------------------------------------------- | --------------------------------------------------------------------------------- | --------------------------------------------------------------------------------- | --------------------------------------------------------------------------------- | --------------------------------------------------------------------------------- |
| 4-9-2013                                                                          | Malabo                                                                            | Guinea Equatoriale                                                                | 1 – 1                                                                             | Libia                                                                             | Amichevole                                                                        | -                                                                                 | Ingresso                                                                          |
| 12-12-2013                                                                        | Franceville                                                                       | Camerun                                                                           | 2 – 1                                                                             | Guinea Equatoriale                                                                | Coupe CEMAC 2013 - 1º turno                                                       | -                                                                                 | 80’                                                                               |
| 15-12-2013                                                                        | Franceville                                                                       | Gabon                                                                             | 2 – 1                                                                             | Guinea Equatoriale                                                                | Coupe CEMAC 2013 - 1º turno                                                       | -                                                                                 | 61’                                                                               |
| 6-6-2015                                                                          | Andorra La Vella                                                                  | Andorra                                                                           | 0 – 1                                                                             | Guinea Equatoriale                                                                | Amichevole                                                                        | -                                                                                 | 58’                                                                               |
| 14-6-2015                                                                         | Bata                                                                              | Guinea Equatoriale                                                                | 1 – 1                                                                             | Benin                                                                             | Qual. Coppa d'Africa 2017                                                         | -                                                                                 | 85’                                                                               |
| 5-9-2015                                                                          | Giuba                                                                             | Sudan del Sud                                                                     | 1 – 0                                                                             | Guinea Equatoriale                                                                | Qual. Coppa d'Africa 2017                                                         | -                                                                                 | 67’                                                                               |
| 12-11-2015                                                                        | Agadir                                                                            | Marocco                                                                           | 2 – 0                                                                             | Guinea Equatoriale                                                                | Qual. Mondiali 2018                                                               | -                                                                                 | 52’ 59’                                                                           |
| 15-11-2015                                                                        | Bata                                                                              | Sudan del Sud                                                                     | 1 – 0                                                                             | Guinea Equatoriale                                                                | Qual. Mondiali 2018                                                               | -                                                                                 | 85’                                                                               |
| 25-3-2016                                                                         | Bamako                                                                            | Mali                                                                              | 1 – 0                                                                             | Guinea Equatoriale                                                                | Qual. Coppa d'Africa 2017                                                         | -                                                                                 |                                                                                   |
| 28-3-2016                                                                         | Malabo                                                                            | Guinea Equatoriale                                                                | 0 – 1                                                                             | Mali                                                                              | Qual. Coppa d'Africa 2017                                                         | -                                                                                 |                                                                                   |
| 12-6-2016                                                                         | Cotonou                                                                           | Benin                                                                             | 2 – 1                                                                             | Guinea Equatoriale                                                                | Qual. Coppa d'Africa 2017                                                         | -                                                                                 |                                                                                   |
| 4-9-2016                                                                          | Malabo                                                                            | Guinea Equatoriale                                                                | 4 – 0                                                                             | Sudan del Sud                                                                     | Qual. Coppa d'Africa 2017                                                         | -                                                                                 |                                                                                   |
| 11-10-2016                                                                        | Beirut                                                                            | Libano                                                                            | 1 – 1                                                                             | Guinea Equatoriale                                                                | Amichevole                                                                        | -                                                                                 |                                                                                   |
| 3-9-2017                                                                          | Malabo                                                                            | Guinea Equatoriale                                                                | 1 – 2                                                                             | Benin                                                                             | Amichevole                                                                        | -                                                                                 |                                                                                   |
| 9-10-2017                                                                         | Malabo                                                                            | Guinea Equatoriale                                                                | 3 – 1                                                                             | Mauritius                                                                         | Amichevole                                                                        | 1                                                                                 | Uscita                                                                            |
| 28-5-2018                                                                         | Nairobi                                                                           | Kenya                                                                             | 1 – 0                                                                             | Guinea Equatoriale                                                                | Amichevole                                                                        | -                                                                                 |                                                                                   |
| 8-9-2018                                                                          | Bata                                                                              | Guinea Equatoriale                                                                | 1 – 0                                                                             | Sudan                                                                             | Qual. Coppa d'Africa 2019                                                         | -                                                                                 |                                                                                   |
| 16-10-2018                                                                        | Antananarivo                                                                      | Madagascar                                                                        | 1 – 0                                                                             | Guinea Equatoriale                                                                | Qual. Coppa d'Africa 2019                                                         | -                                                                                 | 45’                                                                               |
| 4-9-2019                                                                          | Omdurman                                                                          | Sudan del Sud                                                                     | 1 – 1                                                                             | Guinea Equatoriale                                                                | Qual. Mondiali 2022                                                               | -                                                                                 | 89’                                                                               |
| 8-9-2019                                                                          | Malabo                                                                            | Guinea Equatoriale                                                                | 1 – 0                                                                             | Sudan del Sud                                                                     | Qual. Mondiali 2022                                                               | -                                                                                 |                                                                                   |
| 13-10-2019                                                                        | Salon-de-Provence                                                                 | Togo                                                                              | 1 – 1                                                                             | Guinea Equatoriale                                                                | Amichevole                                                                        | -                                                                                 |                                                                                   |
| 15-11-2019                                                                        | Dar es Salaam                                                                     | Tanzania                                                                          | 2 – 1                                                                             | Guinea Equatoriale                                                                | Qual. Coppa d'Africa 2021                                                         | -                                                                                 | 88’                                                                               |
| 19-11-2019                                                                        | Malabo                                                                            | Guinea Equatoriale                                                                | 0 – 1                                                                             | Tunisia                                                                           | Qual. Coppa d'Africa 2021                                                         | -                                                                                 | 88’                                                                               |
| 11-11-2020                                                                        | Il Cairo                                                                          | Libia                                                                             | 2 – 3                                                                             | Guinea Equatoriale                                                                | Qual. Coppa d'Africa 2021                                                         | -                                                                                 |                                                                                   |
| 15-11-2020                                                                        | Bata                                                                              | Guinea Equatoriale                                                                | 1 – 0                                                                             | Libia                                                                             | Qual. Coppa d'Africa 2021                                                         | -                                                                                 | 89’                                                                               |
| 25-3-2021                                                                         | Malabo                                                                            | Guinea Equatoriale                                                                | 1 – 0                                                                             | Tanzania                                                                          | Qual. Coppa d'Africa 2021                                                         | -                                                                                 |                                                                                   |
| 28-3-2021                                                                         | Tunisi                                                                            | Tunisia                                                                           | 2 – 1                                                                             | Guinea Equatoriale                                                                | Qual. Coppa d'Africa 2021                                                         | -                                                                                 | 60’                                                                               |
| 3-9-2021                                                                          | Tunisi                                                                            | Tunisia                                                                           | 3 – 0                                                                             | Guinea Equatoriale                                                                | Qual. Mondiali 2022                                                               | -                                                                                 | 63’                                                                               |
| 7-9-2021                                                                          | Bata                                                                              | Guinea Equatoriale                                                                | 1 – 0                                                                             | Mauritania                                                                        | Qual. Mondiali 2022                                                               | -                                                                                 |                                                                                   |
| 7-10-2021                                                                         | Malabo                                                                            | Guinea Equatoriale                                                                | 2 – 0                                                                             | Zambia                                                                            | Qual. Mondiali 2022                                                               | -                                                                                 |                                                                                   |
| 10-10-2021                                                                        | Lusaka                                                                            | Zambia                                                                            | 1 – 1                                                                             | Guinea Equatoriale                                                                | Qual. Mondiali 2022                                                               | 1                                                                                 |                                                                                   |
| 13-11-2021                                                                        | Bata                                                                              | Guinea Equatoriale                                                                | 1 – 0                                                                             | Tunisia                                                                           | Qual. Mondiali 2022                                                               | -                                                                                 |                                                                                   |
| 16-11-2021                                                                        | Nouakchott                                                                        | Mauritania                                                                        | 1 – 1                                                                             | Guinea Equatoriale                                                                | Qual. Mondiali 2022                                                               | -                                                                                 | 90’                                                                               |
| 16-1-2022                                                                         | Douala                                                                            | Algeria                                                                           | 0 – 1                                                                             | Guinea Equatoriale                                                                | Coppa d'Africa 2021 - 1º turno                                                    | -                                                                                 | 43’ 66’                                                                           |
| 20-1-2022                                                                         | Limbe                                                                             | Sierra Leone                                                                      | 0 – 1                                                                             | Guinea Equatoriale                                                                | Coppa d'Africa 2021 - 1º turno                                                    | -                                                                                 | 64’                                                                               |
| 26-1-2022                                                                         | Bamako                                                                            | Mali                                                                              | 0 – 0 (5 - 6 dtr)                                                                 | Guinea Equatoriale                                                                | Coppa d'Africa 2021 - Ottavi di finale                                            | -                                                                                 | 74’ 82’                                                                           |
| 30-1-2022                                                                         | Yaoundé                                                                           | Senegal                                                                           | 3 – 1                                                                             | Guinea Equatoriale                                                                | Coppa d'Africa 2021 - Quarti di finale                                            | -                                                                                 | 72’                                                                               |
| 2-6-2022                                                                          | Tunisi                                                                            | Tunisia                                                                           | 4 – 0                                                                             | Guinea Equatoriale                                                                | Qual. Coppa d'Africa 2023                                                         | -                                                                                 |                                                                                   |
| 6-6-2022                                                                          | Malabo                                                                            | Guinea Equatoriale                                                                | 2 – 0                                                                             | Libia                                                                             | Qual. Coppa d'Africa 2023                                                         | 1                                                                                 |                                                                                   |
| 23-9-2022                                                                         | Bata                                                                              | Guinea Equatoriale                                                                | 0 – 0                                                                             | Ruanda                                                                            | Amichevole                                                                        | -                                                                                 |                                                                                   |
| 27-9-2022                                                                         | Casablanca                                                                        | Guinea Equatoriale                                                                | 2 – 2                                                                             | Togo                                                                              | Amichevole                                                                        | 2                                                                                 |                                                                                   |
| 24-3-2023                                                                         | Malabo                                                                            | Guinea Equatoriale                                                                | 2 – 0                                                                             | Botswana                                                                          | Qual. Coppa d'Africa 2023                                                         | 1                                                                                 | 70’                                                                               |
| 28-3-2023                                                                         | Francistown                                                                       | Botswana                                                                          | 2 – 3                                                                             | Guinea Equatoriale                                                                | Qual. Coppa d'Africa 2023                                                         | -                                                                                 |                                                                                   |
| 17-6-2023                                                                         | Malabo                                                                            | Guinea Equatoriale                                                                | 1 – 0                                                                             | Tunisia                                                                           | Qual. Coppa d'Africa 2023                                                         | -                                                                                 |                                                                                   |
| 13-10-2023                                                                        | Malabo                                                                            | Guinea Equatoriale                                                                | 0 – 0                                                                             | Burkina Faso                                                                      | Amichevole                                                                        | -                                                                                 |                                                                                   |
| 15-11-2023                                                                        | Malabo                                                                            | Guinea Equatoriale                                                                | 1 – 0                                                                             | Namibia                                                                           | Qual. Mondiali 2026                                                               | -                                                                                 |                                                                                   |
| 20-11-2023                                                                        | Paynesville                                                                       | Liberia                                                                           | 0 – 1                                                                             | Guinea Equatoriale                                                                | Qual. Mondiali 2026                                                               | -                                                                                 |                                                                                   |
| 9-1-2024                                                                          | Malabo                                                                            | Guinea Equatoriale                                                                | 1 – 1                                                                             | Gibuti                                                                            | Amichevole                                                                        | -                                                                                 |                                                                                   |
| 14-1-2024                                                                         | Abidjan                                                                           | Nigeria                                                                           | 1 – 1                                                                             | Guinea Equatoriale                                                                | Coppa d'Africa 2023 - 1º turno                                                    | -                                                                                 | 26’                                                                               |
| 18-1-2024                                                                         | Abidjan                                                                           | Guinea Equatoriale                                                                | 4 – 2                                                                             | Guinea-Bissau                                                                     | Coppa d'Africa 2023 - 1º turno                                                    | -                                                                                 |                                                                                   |
| 22-1-2024                                                                         | Abidjan                                                                           | Guinea Equatoriale                                                                | 4 – 0                                                                             | Costa d'Avorio                                                                    | Coppa d'Africa 2023 - 1º turno                                                    | -                                                                                 |                                                                                   |
| 28-1-2024                                                                         | Abidjan                                                                           | Guinea Equatoriale                                                                | 0 – 1                                                                             | Guinea                                                                            | Coppa d'Africa 2023 - Ottavi di finale                                            | -                                                                                 | 55’                                                                               |
| 22-3-2024                                                                         | Gedda                                                                             | Guinea Equatoriale                                                                | 2 – 0                                                                             | Cambogia                                                                          | Amichevole                                                                        | -                                                                                 |                                                                                   |
| 25-3-2024                                                                         | Gedda                                                                             | Capo Verde                                                                        | 1 – 0                                                                             | Guinea Equatoriale                                                                | Amichevole                                                                        | -                                                                                 | Cap.                                                                              |
| 11-10-2024                                                                        | Malabo                                                                            | Guinea Equatoriale                                                                | 1 – 0                                                                             | Liberia                                                                           | Qual. Coppa d'Africa 2025                                                         | -                                                                                 | 80’                                                                               |
| 14-10-2024                                                                        | Monrovia                                                                          | Liberia                                                                           | 1 – 2                                                                             | Guinea Equatoriale                                                                | Qual. Coppa d'Africa 2025                                                         | -                                                                                 | 56’ 75’                                                                           |
| 14-11-2024                                                                        | Malabo                                                                            | Guinea Equatoriale                                                                | 0 – 0                                                                             | Algeria                                                                           | Qual. Coppa d'Africa 2025                                                         | -                                                                                 | 84’                                                                               |
| 17-11-2024                                                                        | Lomé                                                                              | Togo                                                                              | 3 – 0                                                                             | Guinea Equatoriale                                                                | Qual. Coppa d'Africa 2025                                                         | -                                                                                 | 58’                                                                               |
| 21-3-2025                                                                         | Malabo                                                                            | Guinea Equatoriale                                                                | 2 – 0                                                                             | São Tomé e Príncipe                                                               | Qual. Mondiali 2026                                                               | -                                                                                 | 71’                                                                               |
| 24-3-2025                                                                         | Johannesburg                                                                      | Namibia                                                                           | 1 – 1                                                                             | Guinea Equatoriale                                                                | Qual. Mondiali 2026                                                               | -                                                                                 | 76’                                                                               |
| 9-6-2025                                                                          | Marrakech                                                                         | Camerun                                                                           | 1 – 1                                                                             | Guinea Equatoriale                                                                | Amichevole                                                                        | -                                                                                 |                                                                                   |
| Totale                                                                            |                                                                                   | Presenze                                                                          | 61                                                                                |                                                                                   | Reti                                                                              | 6                                                                                 |                                                                                   |

| Cronologia completa delle presenze e delle reti in nazionale (partite non ufficiali) ― Guinea Equatoriale | Cronologia completa delle presenze e delle reti in nazionale (partite non ufficiali) ― Guinea Equatoriale | Cronologia completa delle presenze e delle reti in nazionale (partite non ufficiali) ― Guinea Equatoriale | Cronologia completa delle presenze e delle reti in nazionale (partite non ufficiali) ― Guinea Equatoriale | Cronologia completa delle presenze e delle reti in nazionale (partite non ufficiali) ― Guinea Equatoriale | Cronologia completa delle presenze e delle reti in nazionale (partite non ufficiali) ― Guinea Equatoriale | Cronologia completa delle presenze e delle reti in nazionale (partite non ufficiali) ― Guinea Equatoriale | Cronologia completa delle presenze e delle reti in nazionale (partite non ufficiali) ― Guinea Equatoriale |
| Data | Città | In casa                                                                                                   | Risultato                                                                                                 | Ospiti | Competizione                                                                                              | Reti | Note |
| --- | --- | --- | --- | --- | --- | --- | --- |
| 10-10-2015                                                                                                | Pristina                                                                                                  | Kosovo | 2 – 0 | Guinea Equatoriale                                                                                        | Amichevole                                                                                                | - | |
| Totale | | Presenze                                                                                                  | 1 | | Reti | 0 | |